# Five Forks (South Carolina)
Five Forks ist ein als Census-designated place (CDP) eingestufter Ort im US-Bundesstaat South Carolina. Der Ort liegt im Greenville County und ist Teil der Metropolregion Upstate.
Das U.S. Census Bureau hat bei der Volkszählung 2020 eine Einwohnerzahl von 17.737 ermittelt.

## Namensherkunft
Der Ort Five Forks ist nach einer Kreuzung von fünf Straßen benannt, die an dieser Stelle zusammenführen. Im CDP kreuzen sich der South Carolina Highway 146 (Woodruff Road) von Greenville kommend und nach Woodruff führend mit dem South Carolina Highway 296 von Reidville nach Mauldin. Zusätzlich führt die Adams Mill Road nach Simpsonville. Five Forks liegt im südöstlichen Greenville County und befindet sich 18 km südöstlich des Zentrums von Greenville.